# Гвоздій Валентин Анатолійович
Валентин Анатолійович Гвоздій (нар. 31 березня 1979, с. Святець, Теофіпольський район, Хмельницька область, УРСР) — український адвокат, голова Наглядової ради ПрАТ «Укргідроенерго». Заслужений юрист України, доктор філософії, заступник Голови Національної асоціації адвокатів України, керівний партнер компанії GOLAW.
Член Палати адвокатів Берліна (Rechtsanwaltskammer Berlin) як адвокат з України, IBA (International Bar Association).

## Освіта
У 2001 році закінчив юридичний факультет Чернівецького університету.
У 2016 році закінчив навчання за напрямом «Корпоративне управління, ризик-менеджмент і комплаєнс» у бізнес-школі Манчестерського університету, Англія (англ. — Alliance Manchester Business School).
У 2020 році здобув науковий ступінь кандидата юридичних наук (доктора філософії) за спеціальністю «Адміністративне право і процес; фінансове право; інформаційне право», захистивши дисертацію на тему «Адміністративно-правовий статус органів адвокатського самоврядування» при Західноукраїнському національному університеті.

## Трудова діяльність
У 1999 році став помічником адвоката Клари Маргулян (Хмельницький).
У 2003 році був співзасновником фірми GOLAW, є її керівним партнером.
У 2012 році став заступником Голови Національної асоціації адвокатів України, Ради адвокатів України, 2017 року переобраний.
У 2019 році став незалежним членом «Укргідроенерго», головою наглядової ради ПрАТ «Укргідроенерго».

## Відзнаки
- 2013 — «Найкращий юрист з вирішення податкових спорів» Юридичної премії 2013[15].
- 2020 — «Лідер думки» (Thought Leader) у рейтингу Who's Who Legal 2020[16].
- 2020 — один із найбільш дієвих юристів України 2020 року за версією видання «Юридическая Практика»[17].